# Приморська міська територіальна громада
Приморська міська територіальна громада —  територіальна громада в Україні, у Бердянському районі Запорізької області. Адміністративний центр — місто Приморськ.
Площа громади — 979,29 км², населення — 23 487 мешканців (2020).
У теперешньому виді утворена 12 червня 2020 року шляхом об'єднання Приморської міської ради, Банівської, Борисівської, Вячеславської, Інзівської, Мануйлівської, Новоолексіївської, Орлівської, Партизанської та Преславської сільських рад Приморського району.

## Населені пункти
До складу громади входять 20 населених пунктів — 1 місто (Приморськ), 2 селища (Набережне і Подспор'є) та 17 сіл: Комишуватка, Преслав, Банівка, Борисівка, Азов, Лозанівка, Вячеславка, Маринівка, Інзівка, Мануйлівка, Калинівка, Петрівка, Новоолексіївка, Лозуватка, Орлівка, Райнівка і Новопавлівка.

## Характеристики

### Природно-географічні умови
Приморська ОТГ розташована в східній частині Причорноморської низовини в районі Обіточної затоки Азовського моря. Територія ОТГ становить відкриту плоску рівнину, розчленовану заплавою ріки Обіточна та невеликими балками.

### Трудові ресурси
Зайнятість населення за видами діяльності (2016 р.): Охорона здоров'я — 32%, сільське господарство — 25%, місцеве самоврядування — 16%, освіта — 11%, торгівля — 8%, інше — 8%.

### Інфраструктура
На території громади проходить автомагістраль Е 58 (М-18), що поєднує Бердянськ на сході з Мелітополем та Запоріжжям на заході. 
Житловий фонд Приморської ОТГ складає 31 багатоквартирний будинок та 6302 приватних одно та двоповерхових будинків.

### Структура економіки
Основним напрямком діяльності сільськогосподарських підприємств є рослинництво (99%). Основна маса сільськогосподарської продукції складається з вирощування пшениці, ячменя, соняшника то гороху. На території узбережжя Приморської ОТГ здійснюють діяльність санаторно–курортні та оздоровчі заклади, дитячі заклади оздоровлення та відпочинку.